# Festival da Canção 2022
Das 55. Festival da Canção fand am 12. März 2022 statt und war der portugiesische Vorentscheid zum Eurovision Song Contest 2022 in Turin (Italien). Maro gewann den Wettbewerb mit ihrem Lied Saudade, saudade.

## Format

### Konzept
Am 8. September 2021 bestätigte die öffentlich-rechtliche Rundfunkanstalt Rádio e Televisão de Portugal (RTP) ihre Teilnahme am Eurovision Song Contest 2021. Damit einhergehend gab RTP auch an, dass der portugiesische Beitrag für 2022 wieder über das Festival da Canção bestimmt werden soll. Dabei soll am Konzept vom Festival da Canção 2021 festgehalten werden. Insgesamt zehn Teilnehmer werden pro Halbfinale auftreten. Je fünf qualifizieren sich davon für das Finale, wo dann zehn Finalisten gegeneinander antreten. Alle Ergebnisse werden zu 50 % von einer regionalen Jury und zu 50 % von den Zuschauern bestimmt.

### Beitragswahl
Wie in den Vorjahren lud RTP wieder Komponisten ein, die ein Lied für das Festival komponieren sollten. Dabei stand es den Komponisten frei ihr Lied selbst vorzutragen oder einen Interpreten für das Lied zu suchen. Allerdings wurden, statt wie im Vorjahr 18 Lieder, dieses Mal nur 16 Lieder auf diese Weise bestimmt, während die verbleibenden vier Beiträge über einen öffentlichen Aufruf bestimmt wurden. Vom 8. September 2021 bis zum 21. Oktober 2021 konnten solche Beiträge bei RTP eingereicht werden. Es durften dabei nur portugiesische Staatsbürger oder Personen, die in Portugal leben, einen Beitrag einreichen. Am 25. Oktober 2021 gab RTP bekannt, dass sie über 600 Lieder erhalten haben. RTP wählte daraus die vier besten Beiträge aus.

## Teilnehmer

### Komponist
Am 4. November 2021 stellte RTP die 20 ausgewählten Komponisten vor, die für jeweils einen Beitrag verantwortlich sein werden.
- Agir
- Aurea
- Blacci
- Cubita
- DJ Marfox
- Fábia Rebordão
- Fado Bicha
- FF
- Joana Espadinha
- Kumpania Algazarra
- Maro
- Norton
- Os Azeitonas
- Pedro Marques
- Pepperoni Passion
- PZ
- Syro
- TheMisterDriver
- Tiago Nogueira
- Valas

Am 21. Januar 2022 wurden die 20 Lieder der 20 Autoren inklusive deren Interpreten veröffentlicht.

## Halbfinale
Die Startreihenfolge für die beiden Halbfinales wurde am 9. Februar 2022 bekanntgegeben.

### Erstes Halbfinale
Das erste Halbfinale fand am 5. März 2022 um 21:00 Uhr (UTC) statt. Fünf Interpreten qualifizierten sich für das Finale.
| Platz | Startnr. | Interpret              | Lied Musik (M) und Text (T)                                        | Sprache                 | Übersetzung (inoffiziell)             | Punkte | Punkte    | Punkte |
| Platz | Startnr. | Interpret              | Lied Musik (M) und Text (T)                                        | Sprache                 | Übersetzung (inoffiziell)             | Jury   | Zuschauer | Gesamt |
| ----- | -------- | ---------------------- | ------------------------------------------------------------------ | ----------------------- | ------------------------------------- | ------ | --------- | ------ |
| 01.   | 8        | Maro                   | Saudade, saudade M: Mariana Secca, John Blanda; T: Mariana Secca   | Englisch, Portugiesisch | Sehnsucht, Sehnsucht                  | 12     | 10        | 22     |
| 02.   | 1        | Os Quatro & Meia       | Amanhã M/T: Tiago Nogueira                                         | Portugiesisch           | Morgen                                | 6      | 12        | 18     |
| 03.   | 4        | FF                     | Como É Bom Esperar Alguém M/T: FF                                  | Portugiesisch           | Wie gut ist es auf jemanden zu warten | 8      | 8         | 16     |
| 04.   | 3        | Diana Castro           | Ginger Ale M/T: Joana Espadinha                                    | Portugiesisch           | —                                     | 10     | 4         | 14     |
| 05.   | 6        | Aurea                  | Why? M: Rui Massena; T: Aurea                                      | Englisch                | Warum?                                | 7      | 7         | 14     |
| 06.   | 10       | Fado Bicha             | Povo Pequenino M: João Caçador, Lila Tiago; T: Lila Tiago          | Portugiesisch           | Kleine Leute                          | 5      | 6         | 11     |
| 07.   | 9        | Valas & Os Astronautas | Odisseia M: Valas, Os Astronautas; T: Valas                        | Portugiesisch           | Odyssee                               | 4      | 3         | 7      |
| 08.   | 5        | Norton                 | Hope M/T: Norton                                                   | Englisch                | Hoffnung                              | 2      | 5         | 7      |
| 09.   | 7        | Kumpania Algazarra     | A Minha Praia M: Luís Barrocas, Francisco Amorim; T: Luís Barrocas | Portugiesisch           | Mein Strand                           | 3      | 2         | 5      |
| 10.   | 2        | TheMisterDriver        | Calisun M/T: TheMisterDriver                                       | Englisch, Portugiesisch | Kalisun                               | 1      | 1         | 2      |

### Zweites Halbfinale
Das zweite Halbfinale fand am 7. März 2022 um 21:00 Uhr (UTC) statt. Fünf Interpreten qualifizierten sich für das Finale.
| Platz | Startnr. | Interpret           | Lied Musik (M) und Text (T)                                                                                    | Sprache                                                                                    | Übersetzung (inoffiziell)      | Punkte | Punkte    | Punkte |
| Platz | Startnr. | Interpret           | Lied Musik (M) und Text (T)                                                                                    | Sprache                                                                                    | Übersetzung (inoffiziell)      | Jury   | Zuschauer | Gesamt |
| ----- | -------- | ------------------- | --- | ------------------------------------------------------------------------------------------ | ------------------------------ | ------ | --------- | ------ |
| 01.   | 6        | Milhanas            | Corpo De Mulher M/T: Agir                                                                                      | Portugiesisch                                                                              | Weiblicher Körper              | 12     | 8         | 20     |
| 02.   | 3        | Inês Homem de Melo  | Fome De Viagem M: Pedro Marques; T: Galileu Granito                                                            | Portugiesisch, Englisch, Deutsch, Spanisch, Russisch, Französisch, Schwedisch, Italienisch | Reisehunger                    | 7      | 12        | 19     |
| 03.   | 10       | Pongo & Tristany    | Dégrá.dê M: DJ Marfox; T: Pongo, Tristany                                                                      | Portugiesisch                                                                              | Gradient                       | 10     | 6         | 16     |
| 04.   | 4        | Syro                | Ainda Nos Temos M: Syro, Ariel, Gonzalo Tau; T: Syro                                                           | Portugiesisch                                                                              | Wir haben noch                 | 4      | 10        | 14     |
| 05.   | 5        | Pepperoni Passion   | Código 30 M/T: António Santos, Pedro Ferreira, João Reis                                                       | Portugiesisch                                                                              | Code 30                        | 8      | 5         | 13     |
| 06.   | 8        | Jonas               | Pontas Soltas M/T: Fábia Rebordão                                                                              | Portugiesisch                                                                              | Loose enden                    | 6      | 7         | 13     |
| 07.   | 1        | Os Azeitonas        | Solta A Voz E Canta M: Mário Brandão, João Salcedo; T: Mário Brandão                                           | Portugiesisch                                                                              | Lass deine Stimme los und sing | 5      | 4         | 9      |
| 08.   | 9        | Blacci              | Mar No Fim M: Blacci, Edu Monteiro, Hits Mike, Liam Cole, Gonzalo, Iolanda, Stego; T: Blacci, Gonzalo, Iolanda | Portugiesisch                                                                              | Meer am Ende                   | 3      | 3         | 6      |
| 09.   | 7        | O Vampiro Submarino | Ao Lado De Mim M/T: PZ                                                                                         | Portugiesisch                                                                              | Neben mir                      | 2      | 2         | 4      |
| 10.   | 2        | Cubita              | Uma Mensagem Tua M/T: Cubita                                                                                   | Portugiesisch                                                                              | Eine Nachricht von dir         | 1      | 1         | 2      |

## Finale
Das Finale fand am 12. März 2022 um 21:00 Uhr (UTC) statt. Maro gewann das Finale mit ihrem Lied Saudade, saudade.
| Platz | Startnr. | Interpret          | Lied Musik (M) und Text (T)                                      | Sprache                                                                                    | Übersetzung (inoffiziell)             | Punkte | Punkte    | Punkte |
| Platz | Startnr. | Interpret          | Lied Musik (M) und Text (T)                                      | Sprache                                                                                    | Übersetzung (inoffiziell)             | Jury   | Zuschauer | Gesamt |
| ----- | -------- | ------------------ | ---------------------------------------------------------------- | ------------------------------------------------------------------------------------------ | ------------------------------------- | ------ | --------- | ------ |
| 1.    | 9        | Maro               | Saudade, saudade M: Mariana Secca, John Blanda; T: Mariana Secca | Englisch, Portugiesisch                                                                    | Sehnsucht, Sehnsucht                  | 12     | 12        | 24     |
| 2.    | 6        | Os Quatro & Meia   | Amanhã M/T: Tiago Nogueira                                       | Portugiesisch                                                                              | Morgen                                | 4      | 10        | 14     |
| 3.    | 7        | FF                 | Como É Bom Esperar Alguém M/T: FF                                | Portugiesisch                                                                              | Wie gut ist es auf jemanden zu warten | 6      | 8         | 14     |
| 4.    | 8        | Diana Castro       | Ginger Ale M/T: Joana Espadinha                                  | Portugiesisch                                                                              | —                                     | 10     | 4         | 14     |
| 5.    | 5        | Aurea              | Why? M: Rui Massena; T: Aurea                                    | Englisch                                                                                   | Warum?                                | 6      | 5         | 11     |
| 6.    | 1        | Pongo & Tristany   | Dégrá.dê M: DJ Marfox; T: Pongo, Tristany                        | Portugiesisch                                                                              | Gradient                              | 7      | 3         | 10     |
| 7.    | 3        | Milhanas           | Corpo De Mulher M/T: Agir                                        | Portugiesisch                                                                              | Weiblicher Körper                     | 8      | 2         | 10     |
| 8.    | 4        | Inês Homem de Melo | Fome De Viagem M: Pedro Marques; T: Galileu Granito              | Portugiesisch, Englisch, Deutsch, Spanisch, Russisch, Französisch, Schwedisch, Italienisch | Reisehunger                           | 2      | 7         | 9      |
| 9.    | 2        | Syro               | Ainda Nos Temos M: Syro, Ariel, Gonzalo Tau; T: Syro             | Portugiesisch                                                                              | Wir haben noch                        | 3      | 6         | 9      |
| 10.   | 10       | Pepperoni Passion  | Código 30 M/T: António Santos, Pedro Ferreira, João Reis         | Portugiesisch                                                                              | Code 30                               | 1      | 1         | 2      |